# ДТЕК Одеські електромережі
АТ «ДТЕК Одеські електромережі» (раніше АТ «Одесаобленерго») — акціонерне товариство зі штаб-квартирою в місті Одеса, яке займається розподіленням, транспортуванням та постачанням електроенергії в Одеській області. Кінцевим бенефіціарним власником є Ахметов Рінат Леонідович.

## Історія
У 1951 році створено районне енергетичне управління «Одесаенерго». 1964 року урядом було ухвалено рішення про включення до РЕУ «Одесаенерго» енергосистем Миколаївської та Херсонської областей. У червні 1957 року енергосистема виходить на паралельну роботу з Молдовською РСР. У 1995 році Указом Президента України в рамках реформування галузі замість ВЕО «Одесаенерго» були утворені Південний РДЦ, Південні магістральні електричні мережі та державні енергопостачальні компанії «Одесаобленерго», «Миколаївобленерго» і «Херсонобленерго». У 1997 році компанію «Одесаобленерго» приватизовано. 18 листопада 1998 року загальні збори акціонерів ухвалили рішення про перейменування компанії у Відкрите акціонерне товариство «Енергопостачальна компанія Одесаобленерго». 25 квітня 2013 року ухвалено рішення про перейменування компанії в публічне акціонерне товариство «Енергопостачальна компанія «Одесаобленерго». У 2018 році підприємство перейменовано на АТ «Одесаобленерго».

## Структура
До складу АТ «ДТЕК Одеські електромережі» входять:
- Північний РЕМ;
- Центральний РЕМ;
- Південний РЕМ;
- Чорноморський РЕМ;
- Білгород-Дністровський РЕМ;
- Біляївський РЕМ;
- Іванівский РЕМ;
- Лиманський РЕМ;
- Овідіопольський РЕМ;
- Роздільнянський РЕМ;
- Арцизський РЕМ;
- Болградський РЕМ;
- Ізмаїльський РЕМ;
- Кілійський РЕМ;
- Ренійський РЕМ;
- Саратський РЕМ;
- Тарутинський РЕМ;
- Татарбунарський РЕМ;
- Ананьївський РЕМ;
- Балтський РЕМ;
- Березівський РЕМ;
- Великомихайлівський РЕМ;
- Кодимський РЕМ;
- Подільський РЕМ;
- Окнянський РЕМ;
- Любашівський РЕМ;
- Миколаївський РЕМ;
- Савранський РЕМ;
- Захарівський РЕМ;
- Ширяївський РЕМ[3].

## Діяльність
Територія обслуговування АТ «ДТЕК Одеські електромережі» становить 33,6 тис. км². Загальна протяжність ліній електропередачі — 42 396 км. Кількість трансформаторних підстанцій — 9 110 шт. Обслуговується 1 036 244 споживачів електроенергії, з яких 956 162 побутових.
11 серпня 2023 року, компанія «ДТЕК Одеські електромережі» заявила про інформаційну атаку проти компанії про начебто вивід грошей компанією за кордон. Генеральний директор компанії Дмитро Григор’єв наголосив, що з перших днів війни існує заборона Національного банку України на будь-які фінансові платежі в бік іноземних компаній. "Реальні справи завжди красномовніше. А вони такі: ДТЕК Одеські електромережі вже відремонтували 1,3 тисячі кілометрів повітряних ліній, замінили 783 опори, виконали капітальний ремонт 468 трансформаторних підстанцій розподільчих та 48 трансформаторних підстанцій високовольтних мереж. Ми оновили 705 кабельних ліній та розчистили від гілок дерев та чагарників 1,2 тисячі кілометрів трас повітряних ліній електропередачі", - повідомив Григор’єв. Він також додав, що на ці роботи компанія вже спрямувала 546,8 млн грн інвестиційної та ремонтної програми з 1,3 млрд запланованих в 2023 році.